# چهارباغ (معماری)

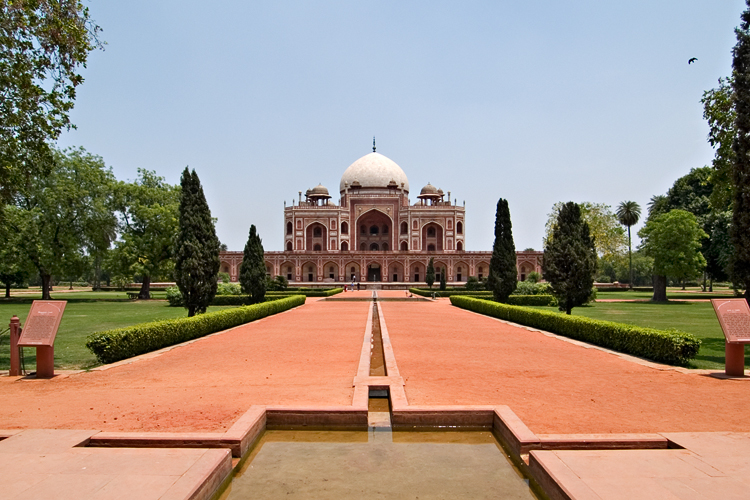
چهار محور مرکزی آب، چهارباغِ آرامگاه همایون را تعریف می‌کنند. دهلی، ۱۵۶۲

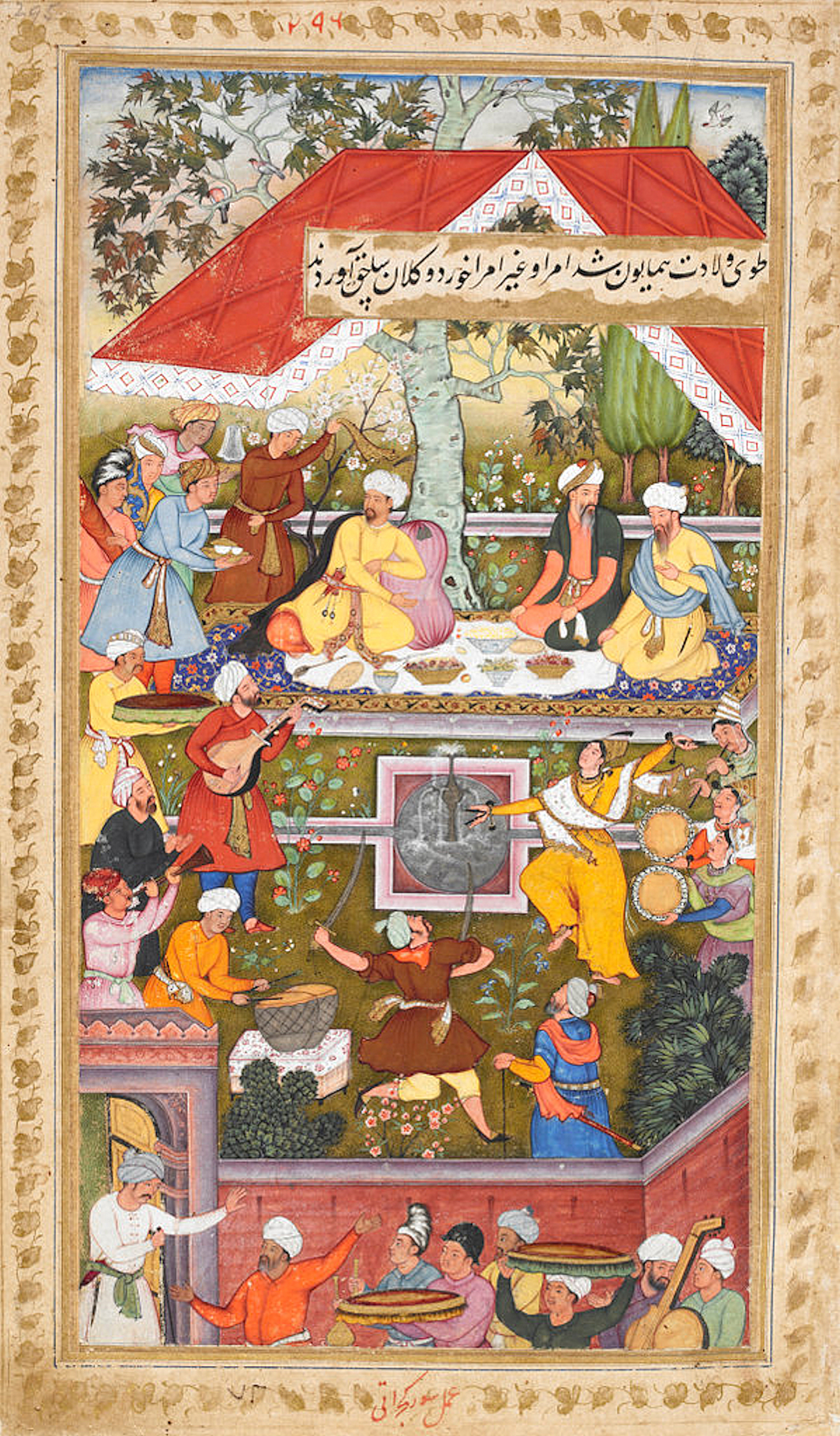
بابر در جشن تولد همایون در چهارباغِ کابل.

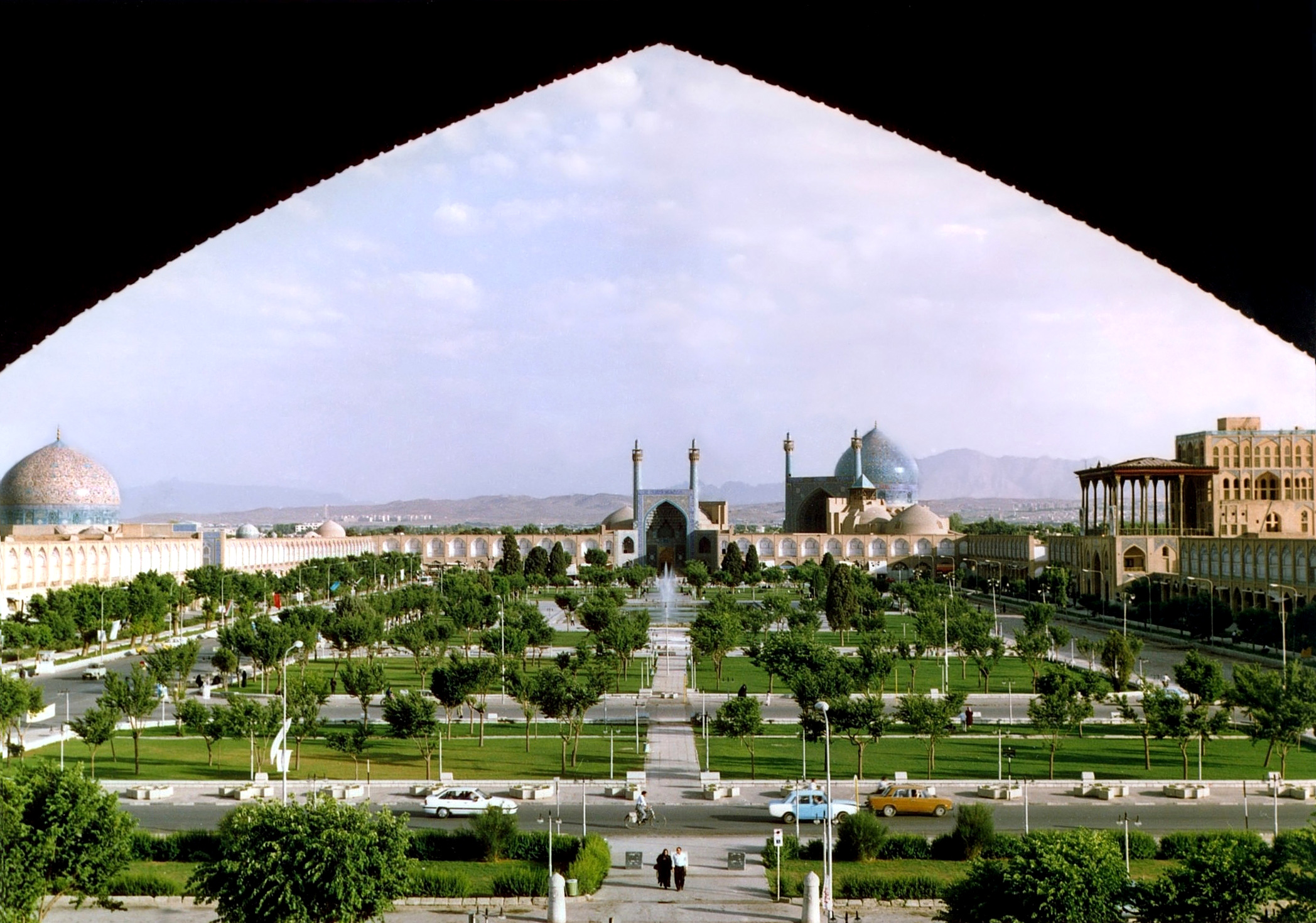
میدان نقش جهان و چهارباغ سلطنتی آن.

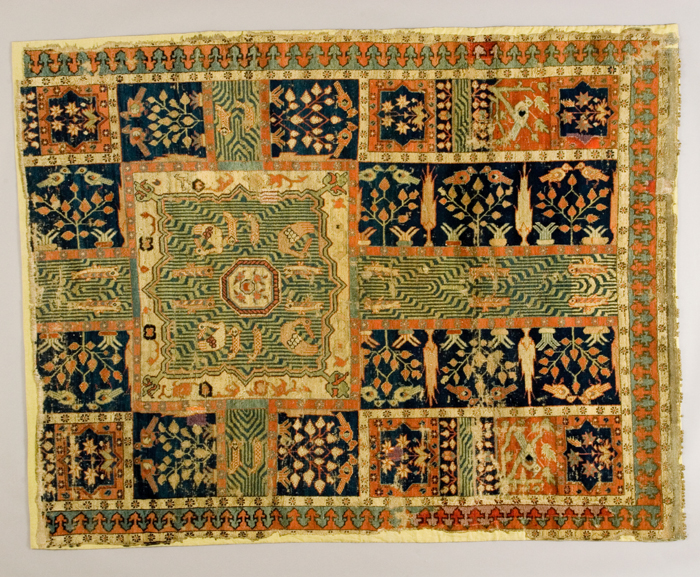
یک چهارباغ در یک فرش ایرانی ناقص قرن هفدهم.

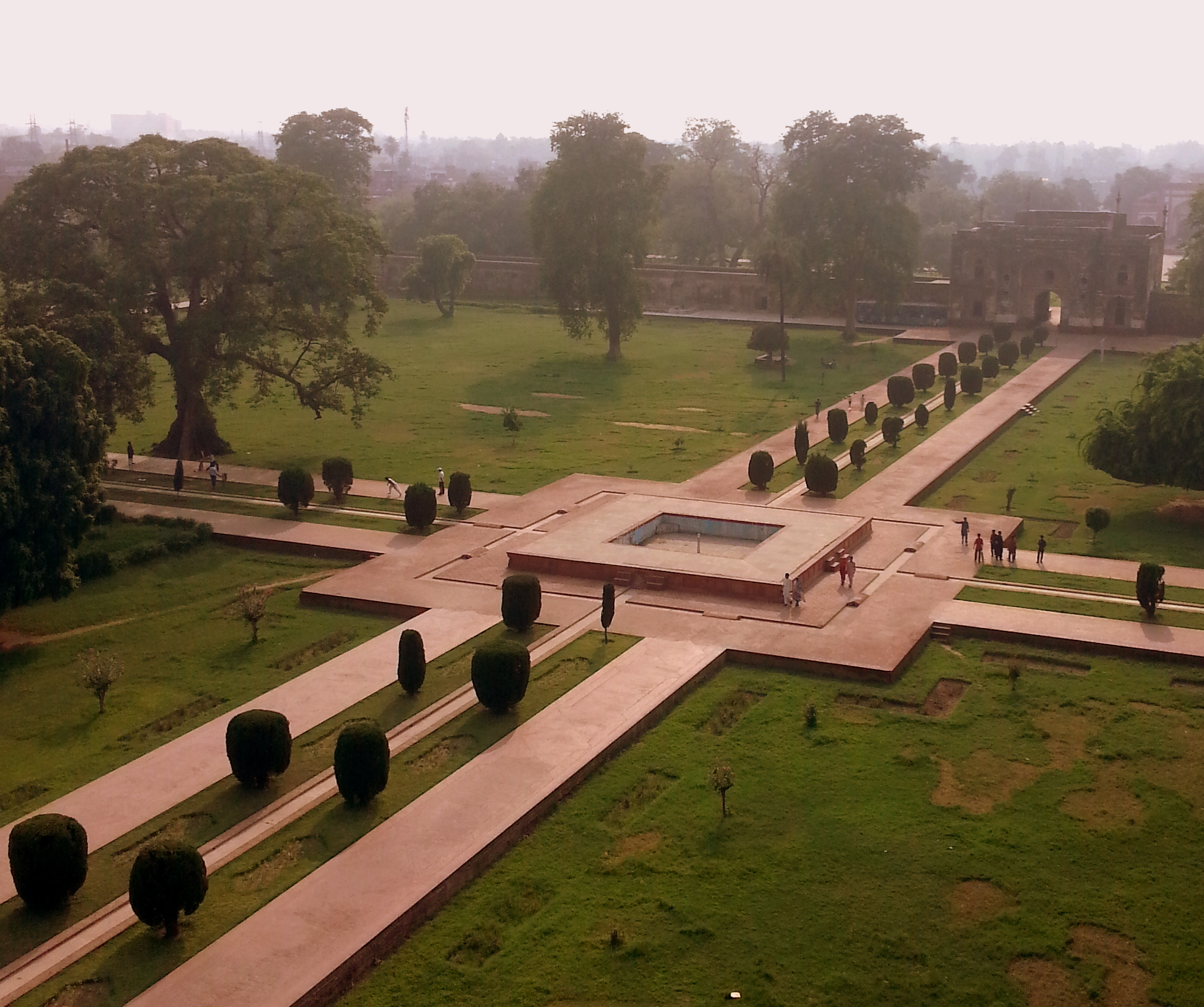
طرح چهارباغ در آرامگاه جهانگیر در لاهور.

چهارباغ طرحی در معماری ایرانی و اسلامی به شکل چهارگوش برای باغ هاست که بر اساس چهار باغ بهشت ذکر شده در قرآن است. چهارباغ‌های چهارگوش با راه‌ها و مسیر آب به قسمت‌های کوچکتری تقسیم می‌شوند.

## مفهوم
مفهوم چهارباغ در قرآن ذکر شده‌است. در سورهٔ الرحمن:
«و برای کسی که می‌ترسد در برابر خدایش بایستد دو باغ قرار داده شده.» (سوره ۵۵: آیه ۴۶)
«و در کنار آنها دو باغ دیگر.» (سوره ۵۵: آیه ۶۲)
یکی از نشانه‌های چهارباغ، تقسیم باغ به چهار بخش با مسیرهایی که در مرکز باغ قرار دارند. این ساختار هندسی به نام چهارباغ، تبدیل به یک روش قدرتمند برای سازمان دهی کردن چشم‌اندازها شد و خود نمادی از نفوذ سیاسی بود.

## برای مطالعهٔ بیشتر
- Lehrman, Jonas Benzion (1980). Earthly paradise: garden and courtyard in Islam. University of California Press. ISBN 0-520-04363-4.
- Ruggles, D. Fairchild (2008). Islamic Gardens and Landscapes. University of Pennsylvania Press. ISBN 0-8122-4025-1.